# Пауър Хорс Стейдиъм
„Пауър Хорс Стейдиъм“ (на английски: Power Horse Stadium), до 1 юли 2022 г. известен като „Естадио де лос Хуегос Медитеранеос“ (на испански: Estadio de los Juegos Mediterráneos), е многофункционален стадион в Алмерия, Испания. Построен е през 2004 г.
Използва се главно за футболни мачове и е дом на „Алмерия“. Футболният терен е с тревно покритие и е с размери 105 х 68 метра.
Има също писта и често на него се провеждат лекоатлетически състезания. През 2005 г. е домакин на Средиземноморските игри.
Разполага с 15 000 места и осветление.